# Korrigan

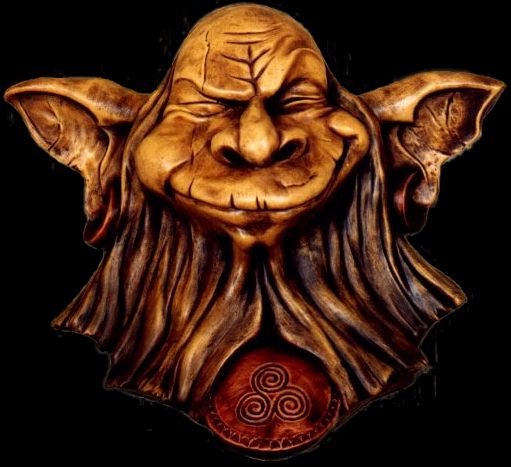
Raffigurazione di un korrigan

Un korrigan (plur.: korrigans), chiamato in alcune zone anche poulpiquet, kormandon, kérion o ozégan, è una sorta di elfo malvagio della mitologia bretone.

## Etimologia
La parola korrigan significa letteralmente "piccolo nano". Il termine deriva infatti dal bretone korr, che significa "nano", con l'aggiunta del diminutivo -ig e del suffisso plurale -an. È strettamente collegato alla parola cornica korrik che significa "gnomo". Il nome può variare a seconda del luogo. Tra gli altri nomi, ci sono: korrig, korred, korrs, kores, couril, crion, goric, kornandon, ozigan, nozigan, teuz, torrigan, viltañs, poulpikan, e paotred o sabad. Esiste anche la forma femminile korrigane.

## Caratteristiche

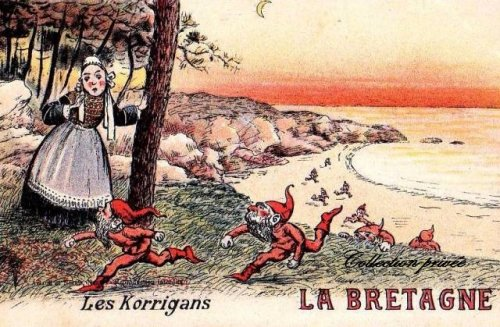
cartolina del XIX secolo che mostra alcuni korrigans

I korrigans vengono descritti come esseri estremamente piccoli, con una grossa testa e lunghi capelli, vestiti con pelli di animali e - nonostante le dimensioni - dotati di una grande forza fisica.

Nascono e muoiono sottoterra e fanno la loro comparsa soprattutto di notte, ballando attorno ai dolmen; hanno la fama di essere spregevoli, dispettosi e "ladruncoli"..
Tra i loro "habitat", vi è il Ménez-Hom (bret. Menez C'hom), il monte della Bretagna sacro ai Celti.

## Origini
Secondo alcuni studiosi i korrigans erano i custodi di uno strumento musicale: il biniou. Secondo alcune leggende bretone un abitante di Saint-Léry ricevette in dono da una specie di folletto il biniou per ringraziarlo di averlo salvato da un annegamento. Quindi dal nome del salvatore, forse Korril, deriverebbe il nome di korrigan.

## In altri media

### Fate e nani
Il termine viene usato variamente dagli scrittori della mitologia bretone. Theodore Hersart de la Villemarqué nella sua raccolta Barzaz Breiz, usa la parola in modo intercambiabile con "fata" e li distingue dai "nani". Walter Evans-Wentz riguardo ad The Fairy Faith in Celtic Countries ha sostenuto che nella mitologia di Morbihan non c'è una chiara distinzione tra korrigans e nani: "Spesso i corrigans vengono considerati dei nani o dei lutins, si ritiene che siano degli spiriti maligni o demoni condannati a vivere qui sulla terra in uno stato penitenziale per un tempo indefinito." Essi adorano danzare intorno alle fontane. Tuttavia, vengono lasciati quando non possono più enumerare l'elenco completo dei giorni della settimana, a causa di una loro sacralità.

### Spiriti di sirene d'acqua
Altri autori utilizzano il termine solamente per riferirsi alle fate simili a sirene che vivono nelle sorgenti e nei fiumi, belle donne lussuriose dai capelli d'oro che cercano di attirare gli uomini nei loro letti, condannandoli ad una morte acquosa. Queste creature sono belle solo quando si vedono al crepuscolo o di notte, ma di giorno i loro occhi diventano rossi, i loro capelli bianchi, e la loro pelle rugosa; esse evitano di farsi vedere durante il giorno.
I korrigans hanno bei capelli e occhi rossi lampeggianti. Talvolta vengono descritte come principesse o druide che si opposero al Cristianesimo quando gli Apostoli convertirono la Bretagna. Esse odiano i sacerdoti, le chiese ma soprattutto la Vergine Maria. Esse hanno la capacità di prevedere il futuro, cambiare forma fisica e muoversi alla velocità della luce. Come per le sirene, cantano e si pettinano i capelli lunghi, ed infestano le fontane e i pozzi d'acqua. Posseggono il potere di far innamorare gli uomini di loro, ma subito dopo li uccidono. In molti racconti popolari, vengono descritte come desiderose di ingannare i mortali imprudenti che le vedono ballare e prendersi cura di un tesoro, rapiscono i bambini umani e li sostituiscono con i changeling. Quando veniva celebrata la Samhain, antica festa celtico-pagana, la notte del 31 ottobre si dice che esse siano in agguato vicino ai dolmen, in attesa delle vittime. 
Nel poema bretone, Ar-Rannou, 9 korrigans danzano con i fiori nei capelli, con vesti di lana bianca, intorno alla fontana, alla luce della luna piena.

## Curiosità
- Da questi esseri deriva il nome della nave-container Korrigan, varata nel 1972[11]